# Azumanga Daioh
Azumanga Daioh (あずまんが大王, Azumanga Daiō) és un manga creat per Kiyohiko Azuma que va ser adaptat a l'anime en 2002. Publicat a la revista Dengeki Daioh, el manga consisteix gairebé íntegrament en quatre panells que són coneguts com a yonkoma al Japó, subseqüentment va ser compilat i reeditat en format tankōbon. L'anime originalment va ser retransmès des del 8 d'abril del 2002 fins al 30 de setembre del 2002, en segments de 5 minuts de duració els dies laborables i com una compilació de 25 minuts cada cap de setmana. A més d'aquests existeixen dos episodis més: The Very Short Azumanga Daioh Movie, un tràiler de 6 minuts, i Azumanga Web Daioh.

## Argument
Tant el manga com l'anime expliquen la vida diària d'una escola de secundària japonesa. Els lectors i/o espectadors segueixen l'obsessió de Sakaki amb els gats de la barriada, els esforços de la Chiyo per trobar acceptació en un grup de companys més avançada, el dèficit d'atenció d'Osaka i la seva lentitud, la poca paciència i la hiperactivitat de la Tomo i el caràcter de la seva millor amiga Yomi, totalment oposat. L'espai temporal són els tres anys de secundària de les noies, la sèrie se centra bàsicament en les festes, exàmens, vacances i competicions esportives anuals. Encara que generalment segueix la vida de cada dia, la sèrie està marcada ocasionalment per brots de surrealisme i absurditat.
A l'anime, els episodis de l'1 al 10 segueixen el primer any de secundària i presenten als personatges principals i a les seves personalitats. Els episodis 11-19 tracten del segon any, les noies es tornen més madures i Kagura entra en el grup en ser traslladada de classe. Els episodis 20-26 tracten del tercer i últim any, i com les noies es preparen per als exàmens d'entrada a la universitat, la sèrie conclou amb la cerimònia de graduació.
El títol de la sèrie no té cap sentit, Azumanga és un joc de paraules amb el nom de l'escriptor i Daioh prové de la revista on va ser publicada.

## Personatges
Chiyo Mihama (美浜 ちよ, Mihama Chiyo)
Seiyū: Tomoko Kaneda
Una nena prodigi que se salta 5 graus per estar en dècim (el primer any de la secundària al Japó) i tot i així segueix sent la millor de la seva classe. Tot i ser extremadament responsable per la seva edat, encara té les pors d'una nena i la innocència característica. És molt dolça i amigable. És també molt baixeta i el seu aspecte, igual que el seu caràcter és molt dolç. Ve d'una familia adinerada. La seva única feblesa és ser dolenta en els esports.
Quan entra per primera vegada a la secundària, Chiyo té 10 anys. És l'únic personatge l'edat del qual es diu explícitament i les seves festes d'aniversaris són un esdeveniment anual que celebra amb les seves amigues. Del seu grup d'amigues, Osaka (Ayumu Kasuga) és amb qui millor s'emporta ja que comparteixen una visió del món més infantil que la resta.
Tomo Takino (滝野 智, Takino Tomo)
Seiyū: Chieko Higuchi
Tomo és extremadament enèrgica i competitiva, però a la vegada gandula. Tendeix a irritar a tothom al seu voltant, especialment a Yomi la seva companya des de primària. Tomo expressa el seu afecte mitjançant les burles, per això sempre està fumant a les seves amigues.
També és una egocèntrica que no para d'intentar competir amb altres noies que sobresurten en alguna cosa i si les guanya es deixa pels núvols, fent semblar que ha sigut millor del que ha estat.
Koyomi "Yomi" Mizuhara (水原 "よみ" 暦, Mizuhara "Yomi" Koyomi)
Seiyū: Rie Tanaka
Amiga de primària i antagonista de Tomo. Yomi es comporta com la més madura i seriosa del grup, la seva serietat i estabilitat s'usa sovint com un contrapunt humorístic de la malaptesa dels altres personatges. Gairebé sempre està comprovant el seu pes, encara que la seva aparença és la d'una noia en forma i sana. És intel·ligent i esportiva. Les seves notes només són superades per les de Chiyo-*chan. Així i tot, va aconseguir superar els exàmens d'ingrés a la universitat al tercer intent, juntament amb Osaka, Kagura i Tomo.
És una cantant horrible.
Sakaki (榊, Sakaki)
Seiyū: Yuu Asakawa
Sakaki no se sent còmoda ni amb la seva aparença de noia forta ni amb el seu físic voluptuós. Des de petita ha estat acomplexada per estar més desenvolupada i ser més forta que la resta. Pensa que no posseeix característiques "tendres" el que ha generat una obsessió en ella que la porta a buscar aquesta característiques en tot el que veu. A l'ésser una noia alta i no parlar molt per ser molt tímida, ha generat que les persones malinterpretin la seva conducta pensant que es tracta d'algú forta amb aura misteriosa.
Ayumu "Osaka" Kasuga (春日 "大阪" 歩, Kasuga "Osaka" Ayumu)
Seiyū: Yuki Matsuoka
Ayumu és una estudiant d'intercanvi de Osaka. Tomo li atorga el sobrenom de «Osaka» esperant que actuï com l'estereotip d'algú d'aquí (accelerat, virolat, exuberant i faceciós). Lluny de la realitat, Ayumu és lenta i reflexiva al punt de gaudir mirant els brins de pols surar en l'aire. A Ayumu no li agrada el seu sobrenom ja que ho considera «massa simple» i «sense gust» però no té la motivació suficient per a discutir-ho si més no. La gent considera que el seu sobrenom li queda tan bé que tothom la flama pel seu sobrenom, fins i tot els professors. Acaben per substituir el seu veritable nom en la llista d'alumnes i temps després, ningú recorda el seu veritable nom.
Kagura (神楽, Kagura)
Seiyū: Houko Kuwashima
S'incorpora a la classe de Yukari en el segon any.
Yukari Tanizaki (谷崎 ゆかり, Tanizaki Yukari)
Seiyū: Akiko Hiramatsu
És la professora d'anglès i tutora del curs de les noies. Es tracta d'una professora amb mètodes poc convencionals amb una relació bastant pròxima amb la classe ja que els alumnes són capaços de cridar-la Yukari-sensei. Depenent del dia, l'hora i el seu humor, pot ser una tirana o una de les persones més dolces i afectuoses. El seu comportament varia entre molestar a Chiyo sense compassió i pegar-li als estudiants amb objectes contundents, a parlar-los amablement als alumnes i escriure'ls missatges motivadors en els exàmens dels alumnes dient-los que ella creï en ells.
Minamo "Nyamo" Kurosawa (黒沢 "にゃも" みなも, Kurosawa "Nyamo" Minamo)
Seiyū: Aya Hisakawa
És la professora d'educació física. En el primer any de secundària de les protagonistes, és la tutora del curs de la classe 5. Durant els dos últims anys, és la tutora de la classe 2. «Nyamo» és un sobrenom encunyat en els seus dies com a estudiant, Yukari la continua dient així, i també ho fa Tom. Els altres estudiants la criden Kurosawa-sensei. És una vella amiga de secundària i rival de Yukari, tenen una estranya relació entre elles; Yukari viu despietadament a costa de Nyamo, però Nyamo també es fica amb ella.

## Manga
Azumanga Daioh està escrit i il·lustrat per Kiyohiko Azuma i publicat originalment en la revista mensual Dengeki Daioh. Empra l'estil Yonkoma en la seva gran majoria. Els capítols estan dividits per mesos, començant per abril del primer any i acabant amb la seva graduació.
Consta de 4 volums publicats entre l'any 2000 i 2002.
| Volum | ISBN               | Data de publicació al Japó |
| ----- | ------------------ | -------------------------- |
| 01    | ISBN 4-8402-1467-0 | 25 de febrer de 2000       |
| 02    | ISBN 4-8402-1691-6 | 15 de novembre de 2000     |
| 03    | ISBN 4-8402-1943-5 | 25 de setembre de 2001     |
| 04    | ISBN 4-8402-2128-6 | 25 de juny de 2002         |

## Anime
Realitzat pels estudis J.C.Staff i dirigit per Hiroshi Nishikiori, va ser emès en TV Tokyo. Es va estrenar el 8 d'abril de 2002 finalitzant el 30 de setembre d'aquest mateix any. Va ser transmès en segments de cinc minuts tots els dies de la setmana. Els caps de setmana es realitzava una compilació de cinc episodis.
Ha estat llicenciada en diversos països, entre ells Corea del sud (Tooniverse), els Estats Units (Anime Network) i el Regne Unit (Propeller TV).

### Episodis
| #  | Título | Estreno                |
| -- | --- | ---------------------- |
| 1  | «Cerimònia d'ingrés / Nena en l'institut / Ella és una prodigi / Espantada tal vegada? / La noia d'Osaka»«Nyūgaku shiki / Kodomo Koukousei / Tensai Desu / Kowai Kana? / Bakusou Tomo-chan / Osaka-jin Ya» (『入学式』「こども高校生」「天才です」「こわいかな?」「爆走ともちゃん!」「大阪人や」)               | 8 d'abril de 2002      |
| 2  | «Un dia amb Osaka / Avui també Osaka / Atletisme, Voleibol / Singlot / Cervell... / Com a nou»«Osaka no Ichinichi / Kyō mo Osaka / Taīku Barēbōru / Shakkuri / Nō Ga / O Nyū» (『大阪の一日』「今日も大阪」「体育・バレーボール」「しゃっくり」「脳が」「おにゅー」)                                            | 15 d'abril de 2002     |
| 3  | «Yukari i Nyamo / Nyamo / Rival revoltós / Yukari és aquí / No és la meva culpa / Per sempre»«Yukari to Nyamo / Nyamo / Habatsu Tōsō / Yukari ga Kita / Warukunaimon / Dokomademo» (『ゆかりとにゃも』 「にゃも」「派閥闘争」「ゆかりがきた」「悪くないもん」「どこまでも」)                                    | 22 d'abril de 2002     |
| 4  | «Piscina! / Una professió divertida / Piscina, Piscina, Piscina / Cinta / A penes dues / Una bona persona?»«Pūru! / Tanoshī Shokugyō / Pūru Pūru Pūru / Ribon / Futarikkiri / Ī Hito?» (プール！「楽しい職業」「プールプールプール」「りぼん」「ふたりっきり」「いいひと?」)                                    | 29 d'abril de 2002     |
| 5  | «Vacances d'estiu / Benvingudes al quart de Chiyo / Invitació / Algú amb experiència parla / Fet per»«Natsuyasumi / Yōkoso Chiyo no Heya e / Goshōtai / Keikensha Go tte / Mō dame» (「なつやすみ」「ようこそちよの部屋へ」「ご招待」「経験者語って」「もうだめ」)                                              | 6 de maig de 2002      |
| 6  | «Equació per a la victòria / Sakaki de la classe 3 / Kagura de la classe 5 / Victoria fugitiva / Yay / Ballant en la gran final»«Shōri no Hōteishiki / Sangumi no Sakaki Gokumi no Kagura / Bucchigiri / Waai / Odoru Daidenen» (「勝利の方程式」「三組の榊 五組の神楽」「ぶっちぎり」「わーい」「踊る大団円」) | 13 de maig de 2002     |
| 7  | «Classe en la terra de fades / Home de caràcter / Anar amb entusiasme! / Mascota / Enemiga?»«Otogi no Gumi / Jinkakusha / Nori Nori Gō! / Masukotto / Kataki?» (「おとぎの組」「人格者」「のりのりゴー!」「マスコット」「敵?」)                                                                                 | 20 de maig de 2002     |
| 8  | «Primer somni d'Osaka / Cas de Tom / Cas de Sakaki / Benvingut / Cas de Kaorin»«Osaka no Hatsuyume / Tomo-chan no Bāi / Sakaki no Bāi / Yōkoso / Kaorin no Bāi» (「大阪の初夢」「ともちゃんの場合」「榊の場合」「ようこそ」「かおりんの場合」)                                                                  | 27 de maig de 2002     |
| 9  | «Si no pogués acariciar un... / 11 anys / Neko-san / Creació / Per què?»«Furenai nara / 11 Sai / Neko-san / Settei / Nande?» (「触れないなら」「11才」「ねこさん…」「設定」「なんで?」) | 3 de juny de 2002      |
| 10 | «Nomenament de projecte / Canvi de classe / Llop / Senpai bufa woosh woosh / Maruko...»«Dorafuto Shimei / Kurasu Kae / Ookami / Senpai Kaze Pyū Pyū / Maruko...» (「ドラフト指名」「クラス替え」「おおかみ」「先輩風ぴゅーぴゅー」「マルコ…」)                                                                  | 10 de juny de 2002     |
| 11 | «Dia Cosmopolita / Arranjament de comptes / Fins i tot si vostè no lluita / Coberta de gats / No funciona»«Kokusaitoshi / Taiketsu / Tatakanakutemo / Nekomamire / Nigenaide» (「国際都市」「対決」「たたかなくても」「ねこまみれ」「逃げないで」)                                                              | 17 de juny de 2002     |
| 12 | «Un dia amb Chiyo-chan / Amigues de primària / Esmorzar / Tard / Entenimentada que salta»«Chiyo-chan no Ichinichi / Kōkō no Tomodachi / Ohiru / Gogo / Nawatobi» (「ちよちゃんの一日」「高校のともだち」「お昼」「ごご」「なわとび」)                                                                           | 24 de juny de 2002     |
| 13 | «Tàctica sense protector / S / Terme mitjà / Formació / Habilitat»«Nōgādō Senpō / S / Chuuken Tesuto / Kessei / Nōryoku» (「ノーガード戦法」「S」「中間テスト」「結成」「能力」) | 1 de juliol de 2002    |
| 14 | «Okaimono / Shuugou / Umi! / Hokaku Sakusen / Otona no Seikai» (「おかいもの」「集合」「うみー!」「捕獲作戦」「大人の世界」) | 8 de juliol de 2002    |
| 15 | «Família de Kimura / Veus, veus? / Una mare inesperada / Duresa / Resultats»«Kimura Ka no Hitobito / Mita mita? / Mikakunin Okusan / Gachi gachi / Kekka Happyō» (「木村家の人々」「みたみた?」「未確認奥さん」「ガチガチ」「結果発表」)                                                                        | 15 de juliol de 2002   |
| 16 | «Combinació / Advent / Dolç / Ordre / Publicitat d'impacte»«Kumiawase / Kōrin / Kawaii / Chūmon / Senden kōka» (「くみあわせ」「降臨」「かわいい」「注文」「宣伝効果」) | 22 de juliol de 2002   |
| 17 | «Històries de terror d'Osaka / Sensació diferent / Professor corrent / Santa increïble / Reunió de Nadal»«Oosaka no kaidan / Kibun tenkan / Shiwasu / Sugoi Santa / Kurisumasu kai» (「大阪の怪談」「気分転換」「師走」「すごいサンタ」「クリスマス会」)                                                        | 29 de juliol de 2002   |
| 18 | «Yomi alegrada / Traïció / Wakuwaku wakuwaku / Companyonia extrema / Go»«Uki Yomi / Uragiri / Wakuwaku wakuwaku / Nakama hazure / GO-» (「うきよみ」「裏切り」「ワクワクワクワク」「仲間はずれ」「ゴー」) | 5 d'agost de 2002      |
| 19 | «Expert que badalla / Primavera de la vida / Visió adulta d'as sakura / Hanami dels nens / Sakura»«Akubi meijin / Nan da ka seishun / Otona no hanami / Kodomo no hanami / Sakura» (「あくび名人」「なんだか青春」「大人の花見」「子供の花見」「桜」)                                                           | 12 d'agost de 2002     |
| 20 | «Separació / Aniversari de Yukari / Estén les teves ales Chiyo / Nen president / Si us plau deixin-me ser forta»«Betsuri / Yukari no tanjōbi / Habatake Chiyo / Kodomo daitōryō / Tsuyoku ikite kudasai» (「別離」「ゆかりの誕生日」「はばたけちよ」「こども大統領」「強く生きて下さい」)                       | 19 d'agost de 2002     |
| 21 | «Anticipació / A penes no podria / Sepulcre aquós / Illa dels somnis / Gat de la muntanya»«Kitai / Itemo tattemo / Umi no mokuzu / Yume no shima / Yama ni sumu neko» (「期待」「いてもたっても」「海の藻屑」「夢の島」「山にすむネコ」)                                                                        | 26 d'agost de 2002     |
| 22 | «Està bé / Parany / Professor Kurosawa / Procurat / No ha acabat encara»«Naisu desuyo / Damasareta / Kurosawa-sensei / Misui / Mada owattenai» (「ナイスですよ」「だまされた」「黒沢先生」「未遂」「まだ終わってない」)                                                                                         | 2 de setembre de 2002  |
| 23 | «Mossegat / Porristas / No vaig creure / Anem juntes / Unides»«Kanda / Moriageyaku / Kangaetenakatta / Minna de hashirimasu / Ichigan» (「かんだ」「もりあげ役」「考えてなかった」「みんなで走ります」「一丸」)                                                                                                 | 9 de setembre de 2002  |
| 24 | «Trajectòria / Arranjament de comptes / Apurin-se / Popularitat / Junta amb Maia»«Shinro / Taiketsu / Hayaku ikō / Jinbō / Mayā to issho» (「進路」「対決」「はやく行こう」「人望」「マヤーと一緒」) | 16 de setembre de 2002 |
| 25 | «Discussió del curs / Prega per l'èxit / Baralla! / Sessió d'estudis / Dia de fe de Tom i Osaka»«Shinro sōdan / Gōkaku kigan / Faito / Benkyōkai / Tomo to Ōsaka unmei no hi» (「進路相談」「合格祈願」「ファイト」「勉強会」「ともと大阪 運命の日」)                                                           | 23 de setembre de 2002 |
| 26 | «Primera graduació / Milers d'Emocions / Tristesa / La nostra vella escola / Totes»«Hajimete no sotsugyō / Bankan / Kanashimi / Bokō /Minna» (「初めての卒業」「万感」「悲しみ」「母校」「みんな」) | 30 de setembre de 2002 |

### Temes musicals
Opening
- "Soramimi Cake" (空耳ケーキ Soramimi Kēki?)

Interpretat per: Oranges & Lemons
Ending
- "Raspberry Heaven" (cel gerd)

Interpretat per: Oranges & Lemons